# Domgermain
Domgermain est une commune française située dans le département de Meurthe-et-Moselle en région Grand Est.
Ses habitants sont les Domgerminois et les Domgerminoises

## Géographie

### Description
Le bourg de Domgermain se situe en bas du talus de la ligne des côtes de Meuse, à une altitude comprise entre 340 et 250 m. Comme la commune voisine de Charmes-la-Côte, son territoire communal comporte deux extensions au nord-est et au sud-ouest : la forêt de Domgermain, sur le plateau dominant (section cadastrale 0E - altitude d’environ 415 m), et la plaine de Choloy, section ZB, aujourd'hui coupée du bourg historique par la liaison N 4 - A31. Le tout porte sa surface à 1 310 hectares.
Village autrefois de tradition viticole, et qui a pu exploiter ses ressources forestières, dont la trace actuelle réside dans ses chemins d'exploitation rectilignes, Domgermain s'est doté d'une zone d'activité de 2,6 hectares (zone cadastrale ZD) en contrebas d'une voie ferrée.
Domgermain fait partie du vignoble des côtes-de-toul.

### Communes limitrophes
Les communes limitrophes sont Charmes-la-Côte, Choloy-Ménillot, Écrouves, Toul et Rigny-Saint-Martin.

### Hydrographie
La commune est traversée par la ligne de partage des eaux entre les bassins versants du Rhin et de la Meuse au sein du bassin Rhin-Meuse. Elle est drainée par le canal d'alimentation du  canal de la Marne au Rhin, le Petit Ingressin, le ru de Cuignot, le ruisseau de Franchemare, le ruisseau de la Queue et le ruisseau de Locher,.
Le territoire est délimité au sud par le ruisseau de la Queue-du-Mont qui se jette ensuite dans la Moselle par le ruisseau de Gare-le-Cou. Il est également arrosé par les eaux de la Locher et ses affluents (parfois de régimes intermittents) au nord. La Locher a sa source au lieu-dit la Planture.
Le ruisseau de Met-Fontaine prend sa source sur le plateau au-dessus du Bourg et rejoint la Moselle par le petit Ingressin (Choloy) son vallon sépare la partie boisée du coteau qui enserre le village.
Le canal d'alimentation du canal de la Marne au Rhin est un aqueduc, conduite forcée et un canal, chenal non navigable de 10 km qui relie la commune de Toul à celle de Foug où il se jette dans le canal de la Marne au Rhin.

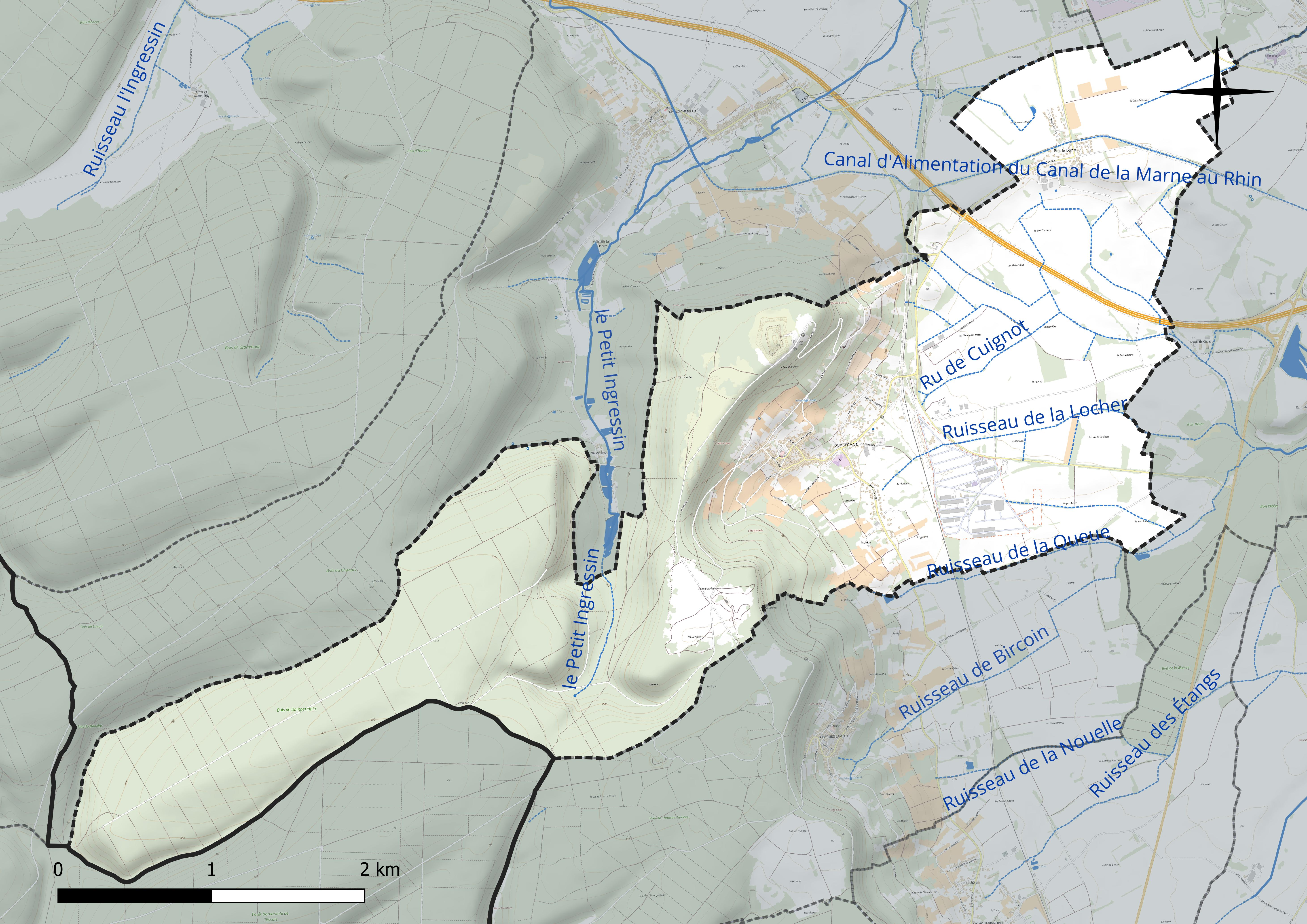
Réseau hydrographique de Domgermain.

### Climat
Pour des articles plus généraux, voir Climat du Grand Est et Climat de Meurthe-et-Moselle.
En 2010, le climat de la commune est de type climat des marges montargnardes, selon une étude du Centre national de la recherche scientifique s'appuyant sur une série de données couvrant la période 1971-2000. En 2020, Météo-France publie une typologie des climats de la France métropolitaine dans laquelle la commune est exposée à un climat océanique altéré et est dans la région climatique Lorraine, plateau de Langres, Morvan, caractérisée par un hiver rude (1,5 °C), des vents modérés et des brouillards fréquents en automne et hiver.
Pour la période 1971-2000, la température annuelle moyenne est de 9,7 °C, avec une amplitude thermique annuelle de 16,7 °C. Le cumul annuel moyen de précipitations est de 858 mm, avec 12,6 jours de précipitations en janvier et 9 jours en juillet. Pour la période 1991-2020, la température moyenne annuelle observée sur la station météorologique de Météo-France la plus proche, « Nancy-Ochey », sur la commune d'Ochey à 11 km à vol d'oiseau, est de 10,5 °C et le cumul annuel moyen de précipitations est de 810,4 mm. 
La température maximale relevée sur cette station est de 39,6 °C, atteinte le 25 juillet 2019 ; la température minimale est de −19,1 °C, atteinte le 12 janvier 1987,,.
Les paramètres climatiques de la commune ont été estimés pour le milieu du siècle (2041-2070) selon différents scénarios d'émission de gaz à effet de serre à partir des nouvelles projections climatiques de référence DRIAS-2020. Ils sont consultables sur un site dédié publié par Météo-France en novembre 2022.

## Urbanisme

### Typologie
Au 1er janvier 2024, Domgermain est catégorisée bourg rural, selon la nouvelle grille communale de densité à sept niveaux définie par l'Insee en 2022.
Elle est située hors unité urbaine. Par ailleurs la commune fait partie de l'aire d'attraction de Nancy, dont elle est une commune de la couronne,. Cette aire, qui regroupe 353 communes, est catégorisée dans les aires de 200 000 à moins de 700 000 habitants,.

### Occupation des sols
L'occupation des sols de la commune, telle qu'elle ressort de la base de données européenne d’occupation biophysique des sols Corine Land Cover (CLC), est marquée par l'importance des forêts et milieux semi-naturels (48,7 % en 2018), une proportion identique à celle de 1990 (48,7 %). La répartition détaillée en 2018 est la suivante : forêts (30,8 %), prairies (24,7 %), milieux à végétation arbustive et/ou herbacée (17,9 %), terres arables (9,5 %), cultures permanentes (7,9 %), zones urbanisées (3,8 %), zones industrielles ou commerciales et réseaux de communication (3 %), zones agricoles hétérogènes (2,4 %). L'évolution de l’occupation des sols de la commune et de ses infrastructures peut être observée sur les différentes représentations cartographiques du territoire : la carte de Cassini (XVIIIe siècle), la carte d'état-major (1820-1866) et les cartes ou photos aériennes de l'IGN pour la période actuelle (1950 à aujourd'hui).

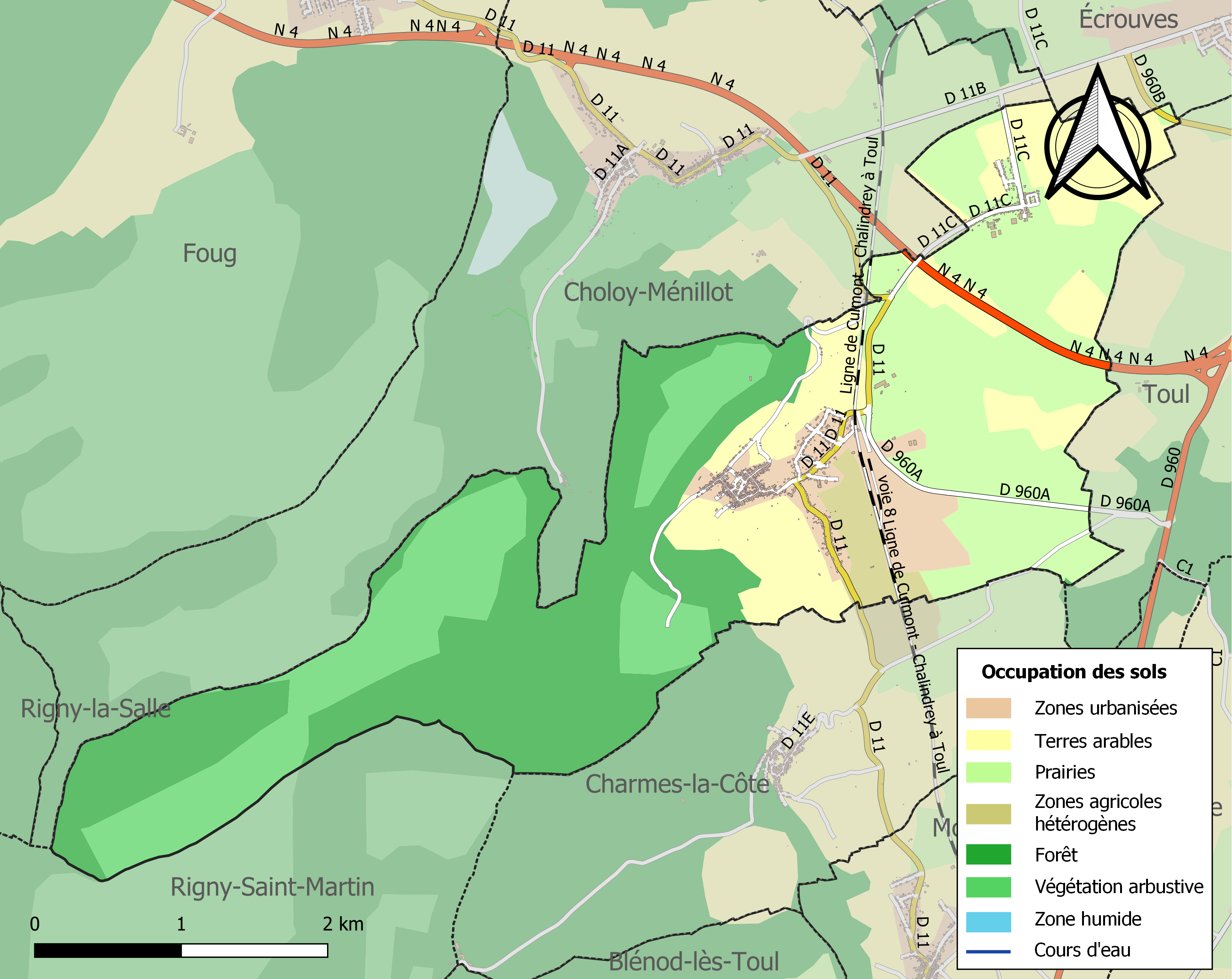
Carte des infrastructures et de l'occupation des sols de la commune en 2018 (CLC).

### Habitat et logement
En 2018, le nombre total de logements dans la commune était de 504, alors qu'il était de 502 en 2013 et de 480 en 2008.
Parmi ces logements, 94,2 % étaient des résidences principales, 0,4 % des résidences secondaires et 5,4 % des logements vacants. Ces logements étaient pour 94 % d'entre eux des maisons individuelles et pour 6 % des appartements.
Le tableau ci-dessous présente la typologie des logements à Domgermain en 2018 en comparaison avec celle de Meurthe-et-Moselle et de la France entière. Une caractéristique marquante du parc de logements est ainsi une proportion de résidences secondaires et logements occasionnels (0,4 %) inférieure à celle du département (2 %) et à celle de la France entière (9,7 %). Concernant le statut d'occupation de ces logements, 89,1 % des habitants de la commune sont propriétaires de leur logement (89 % en 2013), contre 57,3 % pour la Meurthe-et-Moselle et 57,5 % pour la France entière.
| Typologie                                               | Domgermain | Meurthe-et-Moselle | France entière |
| ------------------------------------------------------- | ---------- | ------------------ | -------------- |
| Résidences principales (en %)                           | 94,2       | 88,7               | 82,1           |
| Résidences secondaires et logements occasionnels (en %) | 0,4        | 2                  | 9,7            |
| Logements vacants (en %)                                | 5,4        | 9,3                | 8,2            |

## Toponymie
Anciennes mentions : Ecclesia Domni Germani en 885 (H. T. p. 5), Villa que Domni Germani en 885 (H. T. p. 5), Villa que Domni Germani dicitur au xe siècle (Hist. épiscopale de Toul).
L'hagiotoponyme caché, apparu en 885, vient du latin médiéval Domnus Germanus, où dom(i)nus (lat.), littéralement seigneur, maître, désigne le saint. Ce type de toponyme, qui fait d'un saint le maître et le protecteur d'un lieu et de ses habitants, est particulièrement fréquent au Haut Moyen Âge.

## Histoire

### Antiquité
La carte archéologique de Gaule, département 54, indique pour cette commune :
- La présence d'une nécropole et de construction aux lieux-dits le Cimetière des Moines" et  le Bois des Moines[22];
- Le chemin dit De Brabant (de Foug à Domgermain ?) au nord de la commune[23].

Des recherches sur la commune voisine de Choloy-Ménillot, à l'occasion de travaux routiers, ont confirmé la présence d'une voie antique différente de la voie romaine Toul-Langres (RD 960).

### Moyen Âge
La légende donne à ce village une origine miraculeuse. Saint-Loup de Troye, évêque de Mâcon passa par Toul accompagné de saint Germain. Celui-ci attirait une foule nombreuse. Il planta en terre son bâton de coudrier pour se mettre à prêcher, et on raconte que le bâton prit racine et devint un arbre. Ce lieu fut appelé la crosse ou la béquille de saint Germain. Ce serait l'origine de la fondation d'une  abbaye sous le nom de Saint-Germain.

### Temps modernes
En 1581, les habitants obtiennent la permission de faire un chemin pour conduire leurs bestiaux au lieu-dit Bois-le-Comte (48° 39′ 34″ N, 5° 51′ 08″ E).
Cette décision explique l'enclave de Choloy pour cette commune, au nord, vers Toul.
En 1597 le duc Charles III de Lorraine vendit la seigneurie de Domgermain à Louis de Vigneule, seigneur du Mesnil.
Claude François (ou Le François), maître-faïencier, exploitait en 1742 la faïencerie du Bois-le-Comte. L'atelier est abandonné au profit de l'atelier de Bellevue à Toul, faïencerie fondée en 1756 ou en 1758 par Charles Le François, son fils[réf. nécessaire].

### Époque contemporaine
Les historiens s'accordent à décrire une économie essentiellement agricole et viticole, au XIXe siècle :   
« Surf. territ. : 565 hect. en terres lab., 113 en prés, 223 en vignes, 451 en bois, plus 36 hectares dans le département de la Meuse, 34 en potagers et vergers, 99 en pâture, etc. L'hectare semé en blé peut rapporter de 14 à 15 hectol., en avoine de 20 à 24 ; planté en vignes de 40 à 50 ; mais depuis 6 à 7 ans, la plus forte et la meilleure partie du vignoble est ravagée par la pyrole. Porcs, moutons, ânes, vaches, chevaux. Culture principale : la vigne et les légumes. tuilerie, four à chaux, deux huileries »,
Mais l'artisanat local de fabrication de tuiles y était présent.

## Politique et administration

### Rattachements administratifs et électoraux

#### Rattachements administratifs
La commune se trouve depuis 1943 dans l'arrondissement de Toul du département de Meurthe-et-Moselle.
Elle faisait partie depuis 1801 du canton de Toul-Sud. Dans le cadre du redécoupage cantonal de 2014 en France, cette circonscription administrative territoriale a disparu, et le canton n'est plus qu'une circonscription électorale.

#### Rattachements électoraux
Pour les élections départementales, la commune fait partie depuis 2014 du canton de Toul
Pour l'élection des députés, elle fait partie de la cinquième circonscription de Meurthe-et-Moselle.

### Intercommunalité
Domgermain était membre de la communauté de communes du Toulois, un établissement public de coopération intercommunale (EPCI) à fiscalité propre créé fin 1999 et auquel la commune avait transféré un certain nombre de ses compétences, dans les conditions déterminées par le code général des collectivités territoriales.
Dans le cadre des dispositions de la loi portant nouvelle organisation territoriale de la République du 7 août 2015, qui prévoit que les établissements publics de coopération intercommunale (EPCI) à fiscalité propre doivent avoir un minimum de 15 000 habitants, cette intercommunalité a fusionné avec sa voisine pour former, le 1er janvier 2017, la communauté de communes Terres Touloises, dont est désormais membre la commune.

### Liste des maires
| Période                                  | Période                        | Identité           | Étiquette     | Qualité |
| ---------------------------------------- | ------------------------------ | ------------------ | ------------- | --- |
| Les données manquantes sont à compléter. |                                |                    |               | |
| mars 1985                                | mars 2008                      | Guy Vercelot       |               | |
| mars 2008                                | 2014                           | Michel George      | PS            | |
| mars 2014                                | septembre 2022                 | Fabrice Chartreux, | Parti radical | Chef d'entreprise Président de la CC Terres Touloises Conseiller régional du Grand Est ( ? → 2022) Démissionnaire |
| octobre 2022                             | En cours (au 16 décembre 2022) | Géraldine Debonnet |               | Ancien cadre dirigeant dans le secteur de la santé, sophrologue                                                   |

## Démographie
L'évolution du nombre d'habitants est connue à travers les recensements de la population effectués dans la commune depuis 1793. Pour les communes de moins de 10 000 habitants, une enquête de recensement portant sur toute la population est réalisée tous les cinq ans, les populations de référence des années intermédiaires étant quant à elles estimées par interpolation ou extrapolation. Pour la commune, le premier recensement exhaustif entrant dans le cadre du nouveau dispositif a été réalisé en 2008.

En 2022, la commune comptait 1 134 habitants, en évolution de −5,34 % par rapport à 2016 (Meurthe-et-Moselle : −0,13 %, France hors Mayotte : +2,11 %).
| 1793  | 1800  | 1806  | 1821  | 1831  | 1836  | 1841  | 1846  | 1851  |
| ----- | ----- | ----- | ----- | ----- | ----- | ----- | ----- | ----- |
| 1 050 | 1 069 | 1 111 | 1 116 | 1 144 | 1 256 | 1 236 | 1 238 | 1 205 |

| 1856  | 1861  | 1872  | 1876  | 1881  | 1886  | 1891  | 1896  | 1901 |
| ----- | ----- | ----- | ----- | ----- | ----- | ----- | ----- | ---- |
| 1 093 | 1 143 | 1 053 | 1 306 | 1 101 | 1 061 | 1 020 | 1 046 | 992  |

| 1906  | 1911  | 1921 | 1926 | 1931 | 1936 | 1946 | 1954 | 1962 |
| ----- | ----- | ---- | ---- | ---- | ---- | ---- | ---- | ---- |
| 1 021 | 1 009 | 854  | 732  | 736  | 713  | 679  | 781  | 794  |

| 1968 | 1975 | 1982 | 1990  | 1999  | 2006  | 2008  | 2013  | 2018  |
| ---- | ---- | ---- | ----- | ----- | ----- | ----- | ----- | ----- |
| 756  | 735  | 912  | 1 002 | 1 084 | 1 234 | 1 276 | 1 239 | 1 173 |

| 2022  | - | - | - | - | - | - | - | - |
| ----- | - | - | - | - | - | - | - | - |
| 1 134 | - | - | - | - | - | - | - | - |

## Économie

### Secteur primaire
Le secteur primaire comprend, outre les exploitations agricoles et les élevages, les établissements liés à l’exploitation de la forêt et les pêcheurs.
D'après le recensement agricole 2010 du Ministère de l'agriculture (Agreste), Domgermain était majoritairement orientée sur la polyculture et le poly-élevage (auparavant même production) sur une surface agricole utilisée d'environ 355 hectares (surface cultivable communale) quasi stable depuis 1988 - Le cheptel en unité de gros bétail a fluctué entre 350 et 321 entre 1988 et 2010. Il n'y avait plus que 10 (13 auparavant) exploitations agricoles ayant leur siège dans la commune employant 14 unités de travail(16 auparavant).

## Culture locale et patrimoine

### Lieux et monuments
- Ancien fort XIXe siècle dominant le village.

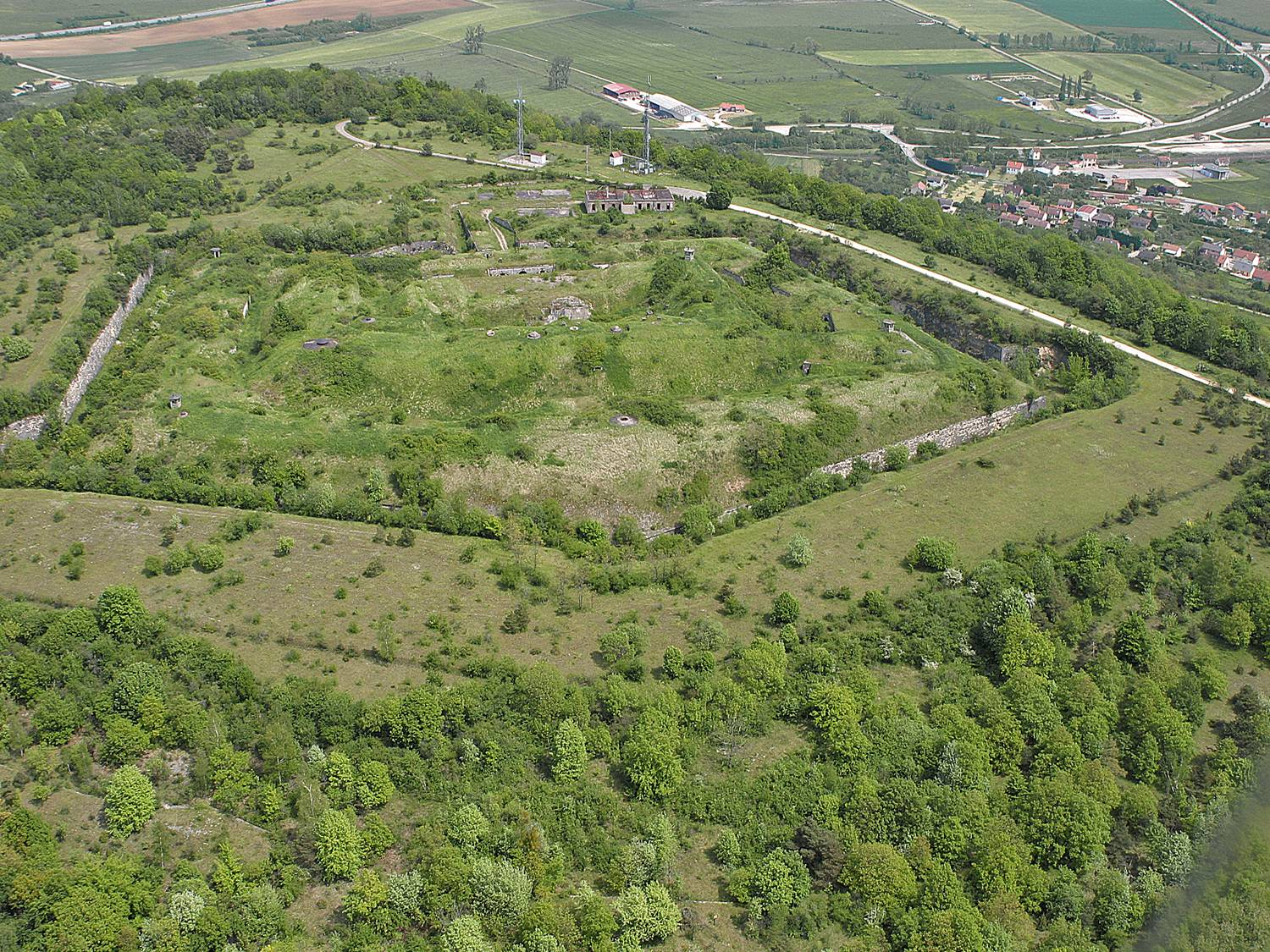
Fort de Domgermain.

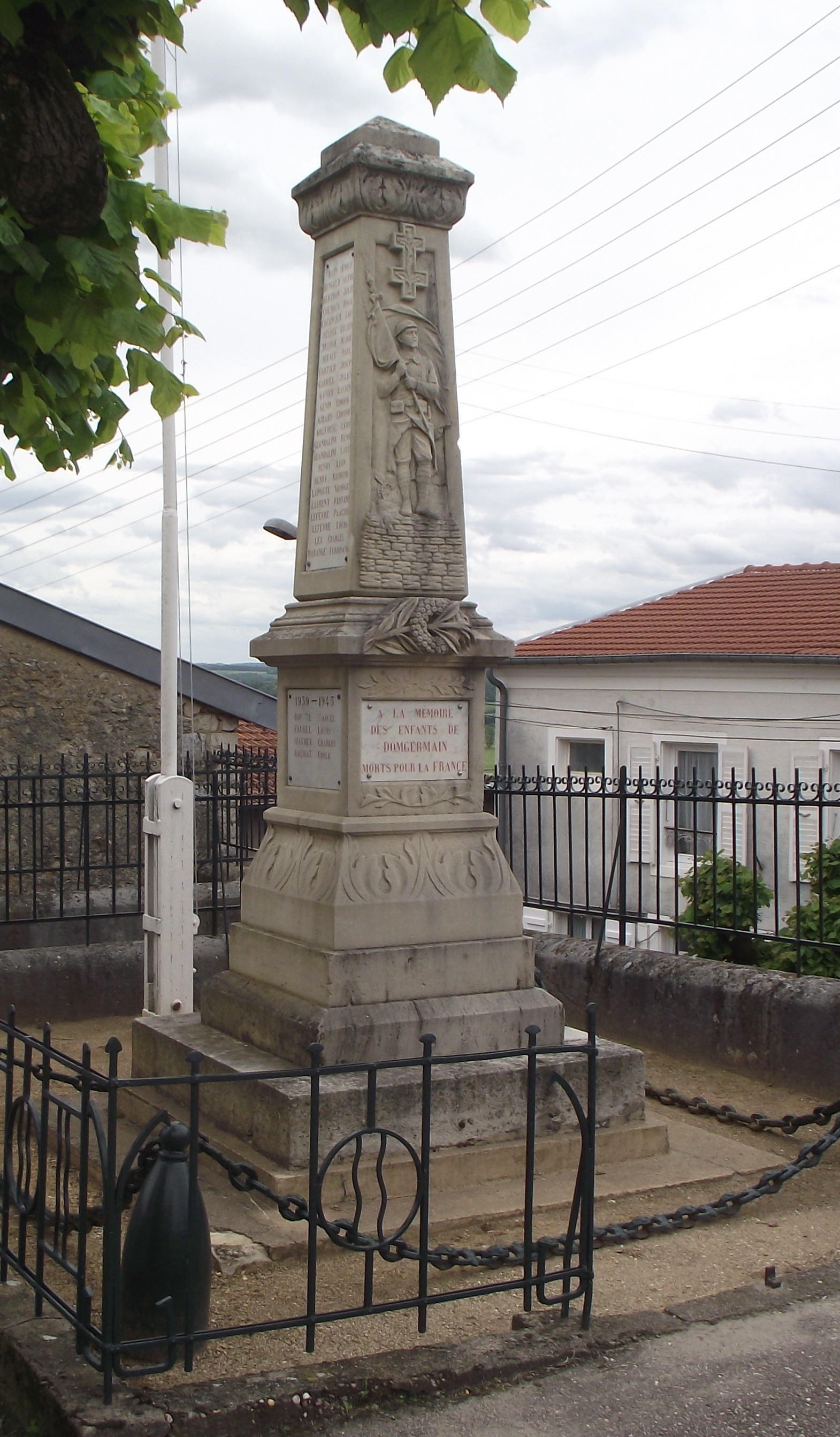
Monument aux morts de Domgermain.

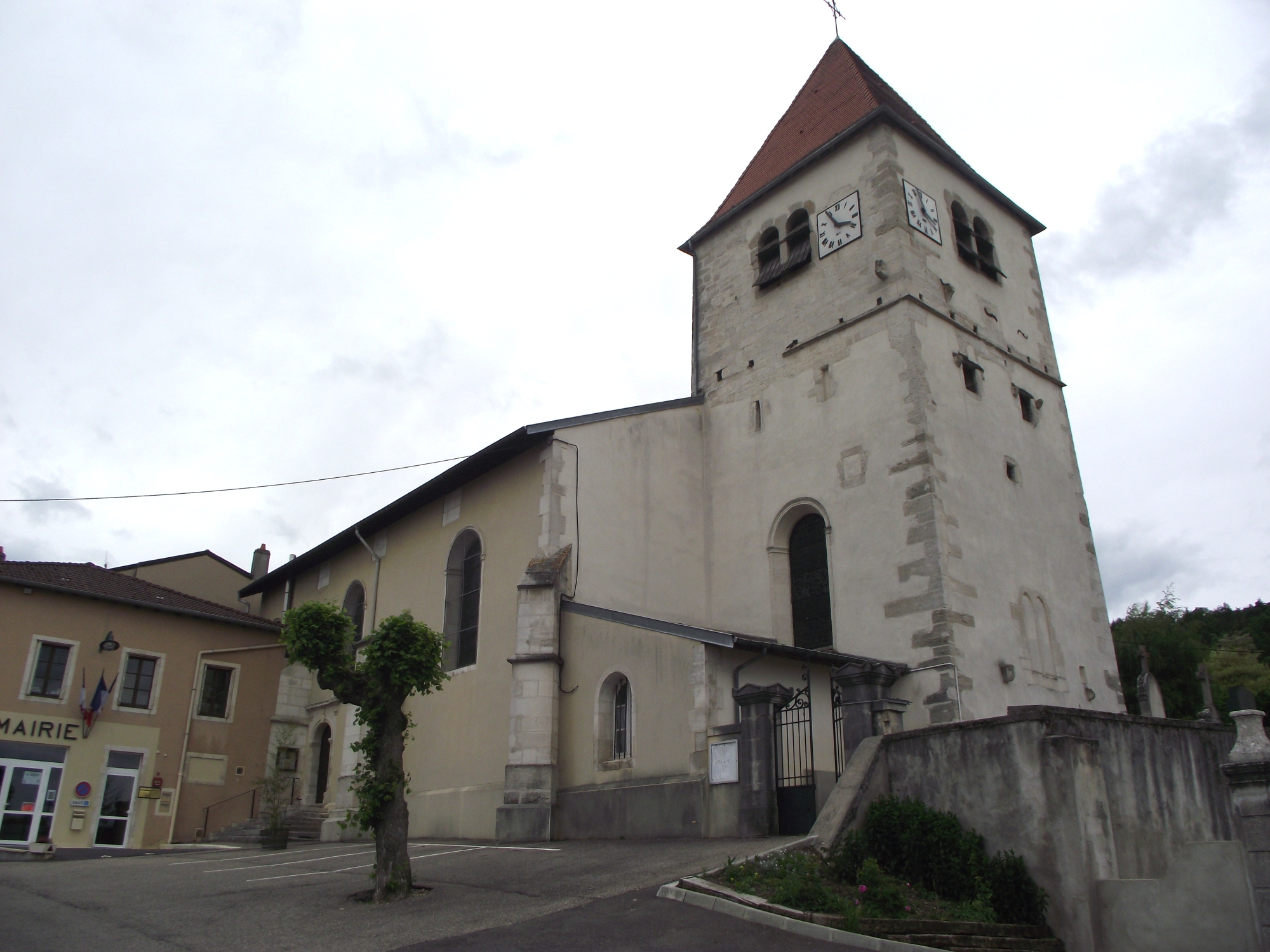
L'église Saint-Maurice de Domgermain.

- Monuments aux morts, érigé en mémoire des morts des deux guerres 1914-1918 et 1939-1945, est situé près de l'église Saint-Maurice.
- L'église Saint-Maurice : 
Sous le patronage de saint Maurice, l'église d'aujourd'hui a été élevée à l'intérieur du village vers 1732-1734, se substituant alors à l’église médiévale, située à l’extérieur.
Son orgue, à l'arrière de la nef, est particulièrement remarquable[41]. L'instrument de musique provient de l'ancienne chapelle du couvent des Cordeliers de Toul. Devenus « biens nationaux », les biens mobiliers des communautés religieuses de Toul supprimées ont été vendus le 10 avril 1793 aux communes du Toulois pour leurs églises paroissiales. C’est ainsi que les orgues des Cordeliers ont été vendues à Domgermain pour 150 livres. L'instrument, selon une inscription manuscrite datée du 12 mars 1720 et collée dans le sommier du grand orgue, a été réalisé par « Charles Cachet, facteur résidant à présent à Toul, sous le gardiennat du révérend Perre Barthélémy, gardien du couvent de Toul ». Une réparation a été effectuée par Georges Küttinger de Nancy en 1775, comme l’indique une autre inscription dans l’instrument. Le transfert de l’orgue à Domgermain en 1793 a entraîné quelques modifications dans les buffets du grand orgue et du positif. Au XIXe siècle, l’instrument de musique a été entretenu et modifié par les Cuvillier, facteurs à Nancy, et des travaux ont été à nouveau entrepris en 1968 par Georges Nehlig. Grâce aux efforts conjoints de l’Association des Amis de l’Orgue de Domgermain, fondée en 1980, et de la municipalité, l'orgue a été complètement restauré, par Didier Chanon, et inauguré en 1994 par des concerts de Michel Chapuis et Jean-Charles Ablitzer. Avec ses dix neuf jeux répartis sur les trois claviers et son pédalier en tirasse, l’instrument restauré est idéal pour la musique française de la fin du XVIIe siècle et du début du XVIIIe siècle.
Un tableau de François Senémont orne encore le chœur de l'église. L'œuvre, de grandes dimensions, représente l'Ascension du Christ.
- La chapelle Saint-Maurice, qui est l'ancienne église de Domgermain, datant du XVe siècle. 
Y sont conservés une Vierge de Pitié et un saint Nicolas, statues du XVe siècle. La chapelle champêtre Saint-Maurice, sise chemin rural de Saint-Maurice, est inscrite en totalité, avec ses peintures murales au titre des monuments historiques par arrêté du 25 juin 2015[42].

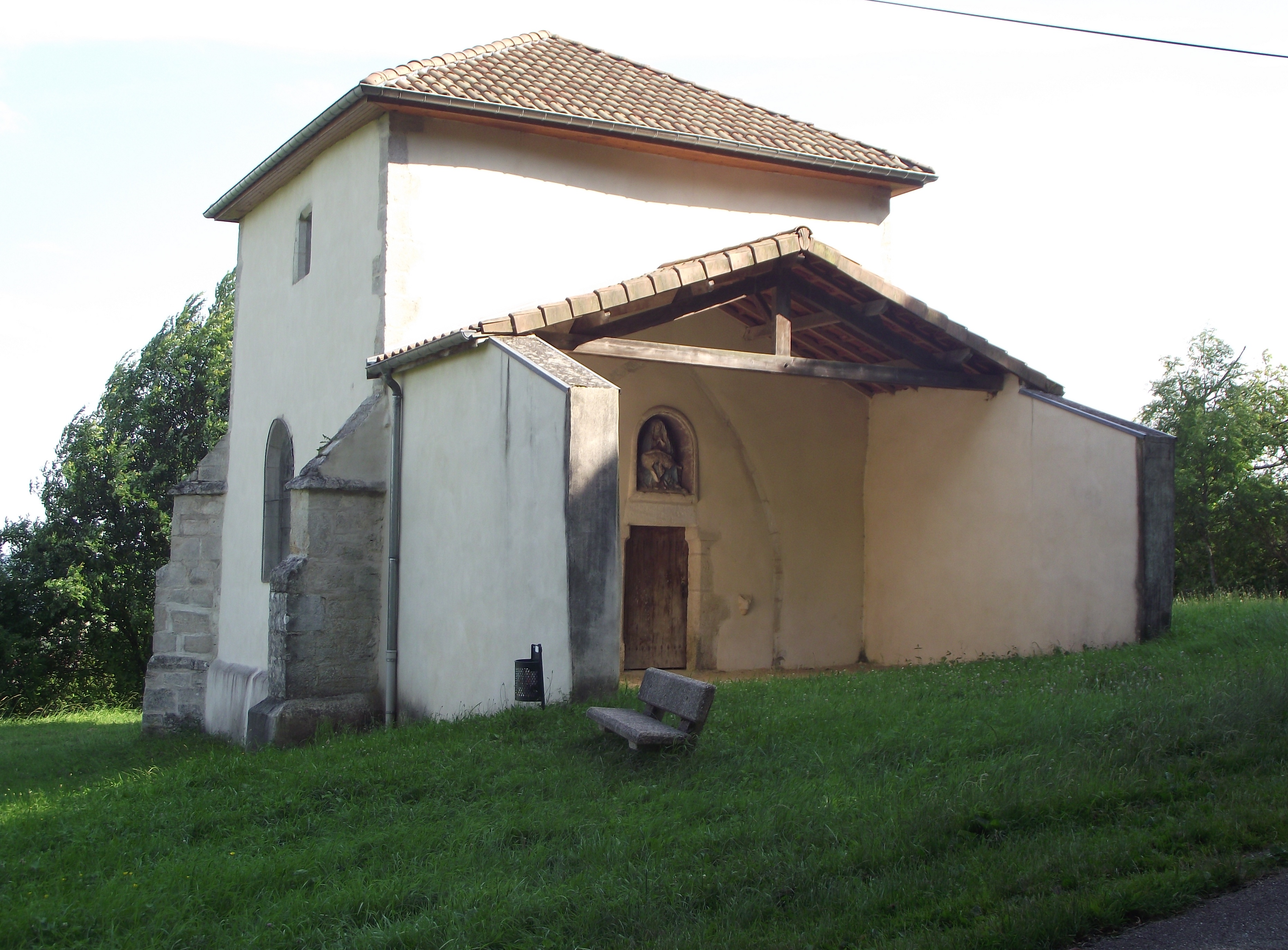

### Héraldique
| Blason de Domgermain | Blason  | Blasonnement : de gueules à l'orgue d'or au chef cousu d'azur chargé d'un âne d'argent issant de la partition. |
| Blason de Domgermain | Détails | Le statut officiel du blason reste à déterminer.                                                               |

## Pour approfondir

#### Sur l'orgue
- Orgues de Lorraine : Meurthe-et-Moselle, dir. Christian Lutz et René Depoutot, Metz : ASSERCAM et éd. Serpenoises, 1990.
- Damien Vaisse et Philippe Lecler, « La renaissance de l’orgue de Domgermain : autour d’un enregistrement de Jean-Charles Ablitzer », Études touloises, no 117, 2006, p. 16-22.
- Jean-Charles Ablitzer, Noëls et Magnificat de Jean-François Dandrieu, joués sur l'orgue de Domgermain (CD musical, label ILD, 2004).
- Pascal Vigneron, Le livre d'orgue de Jean Baptiste Nôtre, joués sur l'orgue de Toul et de Domgermain (CD, label Quantum, 2012).
- Pascal Vigneron, Les orgues de Meurthe et Moselle, Vol. 1, Claude Balbastre, variations sur les Marseillois jouées sur l'orgue de Domgermain (CD, label Quantum, 2012).